# Quinten Hermans
Quinten Hermans (født 29. juli 1995 i Turnhout) er en cykelrytter fra Belgien, der er på kontrakt hos Alpecin-Deceuninck.